# Potamocorbula rubromuscula
Potamocorbula rubromuscula is een tweekleppigensoort uit de familie van de Corbulidae. De wetenschappelijke naam van de soort is voor het eerst geldig gepubliceerd in 1983 door Zhuang & Cai.